# アブデュルハミト2世

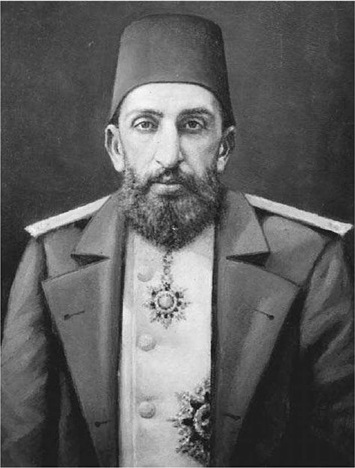
アブデュルハミト2世（1899年ごろ）

アブデュルハミト2世（オスマントルコ語: عبد الحميد ثانی, ラテン文字転写: Abd ül-Hamid-i Sani, トルコ語: II. Abdülhamid, 1842年9月21日 - 1918年2月10日）は、オスマン帝国の第34代皇帝（在位：1876年 - 1909年）。第31代皇帝アブデュルメジト1世の子で、第33代皇帝ムラト5世は兄、第35代皇帝メフメト5世、第36代皇帝メフメト6世は弟に当たる。

## 生涯

### 即位前
アブデュルハミトは1842年9月21日にスルタンアブデュルメジト1世とその妻のチリミュイジャン・カドゥンとの間にトプカプ宮殿でうまれた。母はシャブスフ・オイマク出身のチェルケス人で、外見の特徴は茶色の瞳、茶色で長い髪の毛、細いウェイストであったと言われる。アブデュルハミトは母を11歳の時に失い、以降は義母のペレストゥ・カドゥンに異母妹のジェミレ・スルタン(母のドュズディル・カドゥンを２歳の時に無くしている)と共に育てられた。父アブデュルメジト1世は彼に冷淡で、継承順位の低さから彼に接する者も少なく周囲から孤立していたという。こうした生い立ちが彼を冷徹な性格にしたという説もある。
幼少期は2歳年上の兄ムラトと同時にに教育を受け初め、ペルシャ語はアリ・エフェンディから、トルコ語はオメル・エフェンディから、アラビア語やその他の伝統的な科目はフェリト・エフェンディから施された。
即位前のアブデュルハミトは金銭管理を厳格にしており、自分自身の支出と収入をしっかり把握していて、時には兄や弟にお金を貸すこともあった。叔父のアブデュルアズィズは甥に当たるアブデュルハミトに好意的で、エジプトやヨーロッパの旅行に随伴させた。兄であるムラトが叔父に軟禁されたのに対して、アブデュルハミトは比較的自由な生活を送った。彼は農地、鉱山経営に携わり、利益を上げるなどした。所有する農園の農作物を市場で売買するとき、彼自身も市場に出かけ、売り上げや利益について詳細な記録を残した。16世紀までの王子たちが太守として努めたかのようだった。

### 即位と憲法発布
1876年、叔父アブデュルアズィズがミドハト・パシャによってクーデターで廃され、その後を継いだ兄のムラト5世も精神疾患ですぐに退位したため、新皇帝として擁立された。兄と共に叔父の西欧訪問に随行した経験を持つが、皇子時代のムラト5世が「新オスマン人」と呼ばれる立憲派と積極的な関わりを持ったのに対し、アブデュルハミト2世は逆に距離を置いていたといわれる。このため、開明的な人物であるという評判とは裏腹に、その政治姿勢や手腕は全くの未知数の人物であった。
アブデュルハミト2世が即位した当時、オスマン帝国はバルカン半島での諸反乱を巡りロシアとの関係が悪化しつつあった。そのため、諸外国の支持を取り付けるためにもさらなる近代化改革を行う意志を内外に示す必要に迫られていた。
これにより、帝国では憲法を制定されることとなり、ミドハト・パシャを制憲委員会の委員長、ついで大宰相に任命して12月23日にオスマン帝国憲法（ミドハト憲法）の発布にこぎつけた。憲法ではムスリム（イスラム教徒）と非ムスリムの平等が定められ、勅選の上院と民選の下院からなる議会も開設された。
こうして、オスマン帝国における第一次立憲制が始まったものの、アブデュルハミト2世は叔父がクーデターで廃位された経験から皇帝権を強化したい意向を持っており、憲法によって皇帝権が制限されることに強い警戒感を抱いていた。このため、憲法には戒厳令の発令や危険人物の国外追放といった、強い君主大権が残された。

### 露土戦争と憲法の停止
1877年4月、即位して間もない頃に露土戦争が始まる。戦争はオスマン帝国の敗北に終わり、翌1878年のロシアとの講和条約（サン・ステファノ条約）でセルビア・モンテネグロ・ルーマニアの独立とブルガリアへの自治権付与を認めざるを得なくなってしまう。
ただし、このような状況はヨーロッパ各国のロシアの南下政策に対する警戒感を招き、改めて戦後処理と調整の場としてベルリン会議が開催されることとなった。会議の結果、マケドニアはオスマン帝国に返還されることになったものの、オスマン帝国がバルカン半島における領土の多くを失ったことに変わりはなく、帝国の重心は徐々にアナトリアに移ることになる。
既に開戦前の1877年2月にミドハト・パシャは憲法の君主大権に基づいて大宰相を罷免され、国外追放に処されていた（後に逮捕・処刑される）。また、1877年3月に開会された議会では、オスマン帝国にとって不利な戦況に対して容赦のない政府への批判が繰り返された。1878年2月、これらの批判に業を煮やしたアブデュルハミト2世は非常事態を口実に憲法を停止し、議会（下院）も閉鎖してしまう。こうして第一次立憲制は終焉をむかえ、以後30年に及ぶ専制体制が始まることになる。
戦後の混乱のさなか、1878年5月にスルタンに不満を持ったアリ・スアビら新オスマン人150人がでチュラーン宮殿を襲撃する事件が発生した。スアビらはアブデュルハミトの兄のムラトを復位させようとしており、ついにムラトの幽閉されている部屋までたどり着いたが、精神疾患を抱えていたムラトは彼らと一緒になるのを拒否したためこの計画は未遂に終わった。その後アブデュルハミトはスアビらを含めた事件関係者ら60人を処刑するなど徹底的な処罰を行った。
さらに彼は議会と憲法を停止させたのみならず、タンジマート開始以降大きな権力をふるっていた大宰相府の権限を縮小しスルタンによる親政を行うようになってきた。スルタンに次ぐ実力者の大宰相については頻繁に交代が繰り返され、そのため特定の人物に権力が集中されないようになった。

### 専制政治の展開

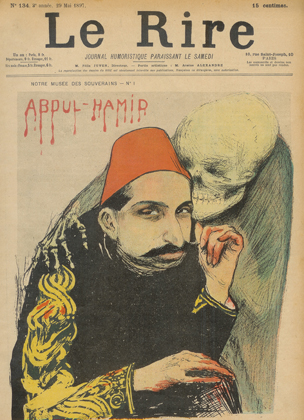
『ル・リール誌』に描かれた「赤い流血の皇帝」アブデュルハミト2世
(画)ジャン・ヴェベ

ミドハト・パシャの失脚後、イスタンブールのユルドゥズ宮殿に引き籠もったアブデュルハミト2世は皇帝による専制政治の強化を行ない、秘密警察（ハフィエ）を結成して密告を奨励し、激しい弾圧を行い、さらにユルデュズ情報局という警察組織と情報機関を包括した省も設立された。ユルデュズ情報局の職員はパリ、ローマ、ロンドンで防諜活動をしており、世界各地のアルメニア人を監視し、政敵に対する情報を収集してクーデターや反乱を防ごうとした。
この時代、政治的な出版物は厳しい検閲下にあり、祖国や革命といった人心を乱す恐れのある言葉を含む刊行物は発禁処分となった。1909年にアブデュルハミトが退位するとユルデュズ情報局も廃止され、何万もの秘密文書が破棄された。その一方で学問的、非政治的な刊行物の出版活動は盛んになった。オスマン総合博物館や帝国博物館が開館した。
治世中に公教育も大幅に拡充され新式学校の数は大きく増加した。第一次立憲制の時の議会では教育基本法が制定され、初等教育、中等教育が義務化され、教育委員会も設置された。その結果初等教育の学校はわずかだったのが1905年に9000校に増加し、中等教育の学校も増加した。初等教育の期間は4年で高等小学校は文系と理系のコースに分かれていた。教員育成のために師範学校は32校設立した。その他、女学校も設立された。
学校の教科にはそれまでなかったイスラム史が導入され、イスラム的価値観とスルタンへの忠誠が教授された。1898年に法大学が設立された。1900年に現在のイスタンブール大学の前身のダリューリュフェルーンが正式に開校されたのも彼の治世中である。法律、芸術、商業、土木工学、獣医学、税制、農業、語学などの専門学校も大量に設立した。
勲章制度や称号の付与もヨーロッパを見本に導入され、さらにはスルタンの肖像写真や紋章が各地に掲げられ、権威が可視化されることでスルタンの権威向上を目指した。帝国発祥の地のソユットでは建国者の父のエルトゥールルの墓標が整備された。
物質面でも近代化が進み、法務省が再編され、鉄道および電信の普及に努めた。ドイツの支援によってバグダード鉄道などの鉄道が延伸し、それに加えて道路網や汽船事業など輸送手段が発達した。そのほかにはヘジャズ鉄道を建設しこちらはドイツの協力のあったバグダード鉄道と異なり、イスラム世界からの寄付をうけて建設、設計などの協力を受けた。アナトリアでも多くの鉄道が次々に整備されこれを一般人をも動員して、16歳から60歳までの男性を4日間働かせることなどをし、作られた。それによって人、物、情報の移動が容易になりアナトリア内陸部の市場化が進んだ。鉄道は1883年までにイスタンブールからウィーンまでつなぎその直後、オリエント急行がパリからイスタンブールをつなげた。オスマン帝国の鉄道は1881年に1780㎞だったのが1908年には5883㎞になっていた。さらには僅かながらも外資の導入によって軽工業が発達した。
即位の前年に財政が破綻したため、歳入の一部を外国の債券保有者に引き渡すためにオスマン債務管理局が設立され、帝国の財政はイギリス、フランス、ドイツ、イタリア、オーストリアによって管理されることとなった。それからも短期の借款契約は続き、1879年にオスマン海軍がフランス人資本家との間に16万5千トルコ・リラの借款契約がむすばれた。ただし利子が比較的高かったため、海軍は外務省を通じてロンドン、パリ、ウィーン、ベルリンで他の契約相手を募った。しかし他に見つからなかったためやむなくフランス人資本家と借款契約することとなり、1908年までに12回にわたって債務協定を締結することとなった。
露土戦争後、ロシアのさらなる南下を抑えるためにロシアの友好国のフランスに軍事顧問団の派遣を依頼したが拒否されたため、1880年に今度はドイツ帝国に依頼をした。2年後についに顧問団派遣の協定を締結しされ、さらに軍青年将校を軍事教育のためにドイツに派遣した。ドイツから来た軍事顧問団は当初は団長のコイレルが指揮していたが彼が1885年に死去したため、次期団長にフォン・ゴルツが団長となった。新たに団長となったゴルツのもと、装備面での改革を行い、ドイツ製の大砲や小銃を導入した。
ドイツとオスマン帝国の関係は良好で1889年と1898年にドイツ皇帝ヴィルヘルム二世がイスタンブールを訪れた。1899年にドイツ側の要望により、ドイツの手によるバグダード鉄道の建設を認めた。

### アルメニア人虐殺
1880年代後半からアルメニア人らはサンステファノ条約とベルリン条約で約束された民族の権利に関する改革を実行するように要求をし始めた。最初にアルメニアの抵抗運動が始まったのは1887年にゼイトゥンで、次に1891年にサソンで起こった。アブデュルハミトはそれを阻止するために1891年からすでにアルメニア地方に住んでいたクルド人の盗賊を使って虐殺をし始めた。そして武装したクルド人と現地のトルコ人らを公式に編成し始め、それらの軍隊はハミディイェ(ハミト連隊)と呼ばれた。やがてハミディイェらはアルメニア人の商店街、穀物蔵、食料蔵を襲撃し、さらにはアルメニア人の家畜を逃がすなどの嫌がらせをした。ハミディイェらの行動は軍法会議にかけられる事もなく当然罰せられることもなかった。これらの暴力行為にたいしてアルメニア人の社会民主フンチャク党やアルメニア革命連盟といった革命組織は爆弾でのテロ行為やオスマン帝国の銀行を襲撃するなどして対抗した。アブデュルハミトはこうしたテロの鎮圧を急がず、現地のムスリム(特にクルド人)に過酷な方法で何度も弾圧させた。1894年、アルメニア人らが不当な課税に抗議を始めるとついにハミディイェに虐殺を命じ、その結果30万人ものアルメニア人が1894年から1896年にかけて殺害された。虐殺されたのはアルメニア人だけにとどまらず、アッシリア人やユダヤ人らも虐殺の犠牲者となった。
これらの事件はすぐさま欧米で報道されてしまい、アルメニア人は多くの同情を買い、多くの人道団体が組織された。1895年にイギリス、フランス、ロシアはアルメニア地方の住民の権利向上に関する改革案を提出しオスマン帝国はそれをしぶしぶ承諾したがその後も改革は進まなかった。
1905年にアルメニア革命連盟は馬車に乗ってパレードをするアブデュルハミトを爆殺しようとこころみた。しかしスルタンの乗った馬車は出発が数分遅れ、爆弾は予定よりも速く爆発してしまい26人が死亡・58人がケガ・17の馬車が破壊された。(ユルドゥズ暗殺未遂事件)。この事件の後もアルメニア人の改革の要求は続いた。
アブデュルハミト2世の治世中における弾圧で殺された者は数知れず、ある時は血が河になったこともあったとまで言われている。このため、「赤い流血の皇帝（Kızıl Sultan）」と称されて恐れられた。

### パンイスラム主義
一方で、アブデュルハミト2世は汎イスラーム主義的な宣伝にも努め、ジャマールッディーン・アフガーニーやミールザー・アーガー・ハーン・ケルマーニーをイスタンブールへ招聘し（後にアフガーニーを監禁・獄死に追いやる）、イスタンブールのペルシャ語日刊紙『アフタル』（ペルシア語: اختر - Akhtar）の報道をきっかけにタバコ・ボイコット運動を勃発させてガージャール朝をタバコ・ファトワーなどで非難した。1889年にエルトゥールル号を東洋へ派遣するなど、オスマン帝国外ではカリフとしての威信をある程度高めることに成功した。
このようにアブデュルハミトは国際関係を有利にするためにイスラム主義を利用した。こうしたイスラム主義政策は露土戦争以降キリスト教徒住民の割合が高いバルカン半島を失い、また失われた領土からムスリム難民が流入したことによる国内のムスリムの割合が上昇したことが背景にあった。ムスリム臣民を帝国の中心的集団として重視し、かれらの同室性を高めて緊密に統合する手段としてイスラム教的な価値観が利用された。
ただしアフガーニーを死に至るまで軟禁したようにあくまでパンイスラム主義をその影響範囲をコントロールしていた。

### 対外関係
露土戦争で敗北後も領土は安定せず、1881年にフランスにチュニジアを、翌年にはイギリスにエジプトを占領されるなど領土の縮小が止まらなかった。
バルカン半島では1885年には東ルメリ自治州にブルガリアが侵攻してきた。その後名目上はブルガリア公が東ルメリ自治州の総督を兼任するという形でオスマン帝国にとどまっていたが1908年にブルガリアが完全独立すると、東ルメリもオスマン帝国から分離した。
クレタ島には多くのギリシャ人が住んでいたがオスマン帝国領のままであった。多くのギリシャ人はそれに満足せず1897年にギリシャとの海軍がクレタ島に上陸した。（希土戦争）この戦争自体はオスマン側が勝利を収めたが、ギリシャは列強に介入を求めて同年締結されたコンスタンティノープル条約ではクレタ島は帝国の領土にとどまったものの総督にはギリシャ国王の王子が就任することになってしまい、オスマン帝国の影響力は低下した。
シリア地方のアミーヤでは1889年から1890年にかけてドルーズ派のが反乱を起こした。現地のシャイフに命じて反乱は鎮圧したがこれを機にベルギーとフランスが現地に介入していき、やがてカピチュレーションを口実にされて鉄道利権をあたえることになってしまった。
1899年にアブデュルハミトはドイツとの協定に基づいてバグダード鉄道を建設しようとし、クウェート地方のアミールに鉄道敷設の許可を求めたが、これを拒否されたためクウェート侵攻を開始した。しかしクウェート側はイギリスとの間にイギリスの保護下となる協定を結んだため、結局それ以降その地に手を出せなかった。
一方で西方において彼の体制を揺るがせたのが、辛うじてオスマン領にとどまっていたマケドニア地方における危機であった。マケドニアには多様な民族が住んでいたため、ギリシャやブルガリアなどの周辺国が虎視眈々と狙っており、1903年の8月にキリスト教徒らで構成されている内部マケドニア革命組織による蜂起(イリンデン蜂起)が発生したことで多数のムスリム難民が出た。この蜂起はまたたくまに広がり、マケドニア地方から、バルカン半島東部の黒海に面する地域にまで反乱が広がり、アブデュルハミトは2か月かけてなんとか沈静化に努めたものの、マケドニアの問題は帝国のアキレス腱として残った。
また日本が明治維新後目覚ましい近代化を推進したことに共感を持ち、1881年に使節団を率いて訪問した吉田正春、1892年にエルトゥールル号遭難事件の義捐金を届けに訪れた山田寅次郎（後の宗有）を出迎え、アブデュルハミト2世自身は明治天皇を評価していた。

### シオニズム運動との関わり
治世中、エルサレムの周辺にユダヤ教徒が移住するようになった。(シオニズム運動)。しかしそこにはすでにアラブ人が住んでいたため、1883年にユダヤ教徒のパレスチナ移住を禁止し、彼らがエルサレムに行くのに3か月のビザが必要となった。アブデュルハミトはユダヤ教徒のパレスチナ移住にイギリスが裏で糸を引いているとみなし、これを脅威とみなした。　
ただし、シオニストのテオドール・ヘルツルが1896年にイスタンブールに来訪した時には大宰相や高官らと会見をさせ、そのあと彼らからシオニズムに関する説明を受けた。ヘルツルはそのあとも何度もイスタンブールを訪れ、1901年についにアブデュルハミトは彼と会談した。アブデュルハミトはユダヤ教徒のビザの廃止と土地購入の撤廃を拒否したが、ヘルツルに勲章を与えた。
さらに1904年にシオニスト代表団と会談した。このときもスルタンはシオニズムに嫌悪感を示したため、シオニストたちはこれ以降アブデュルハミトと対立する統一と進歩委員会を支援した。青年トルコ革命の後、ユダヤ教徒が必要な3か月のビザと土地購入の制限は廃止された

### 退位
アブデュルハミト2世は厳しい独裁政治・恐怖政治を敷いたことから、国民の不満が爆発し、 1908年、立憲政治の復活を求める統一と進歩委員会（青年トルコ党）のエンヴェル・パシャら（後のムスタファ・ケマル・アタテュルクも参加していた）による革命が起こった。

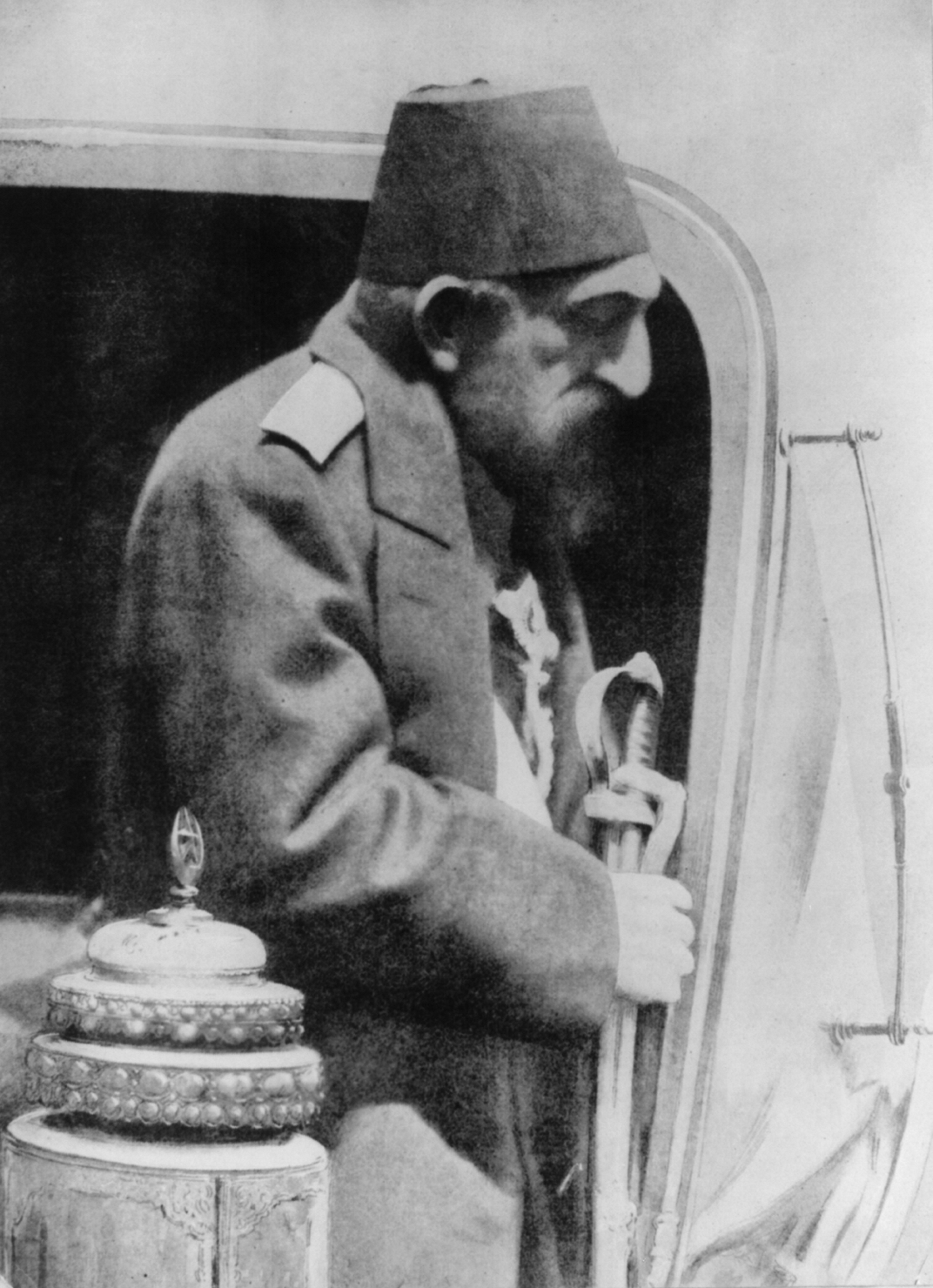
晩年のアブデュルハミト2世（1908年）

統一と進歩委員会による青年トルコ人革命が起きると、アブデュルハミト2世は要求を受け入れ、ひとまず憲法の復活を宣言した（第二次立憲制）。しかし、翌1909年に「3月31日事件」と呼ばれる反革命クーデターが起こったことで、この動きへの皇帝の関与を疑った統一と進歩委員会は皇帝の廃位を決め、議会で廃位を決議した。
こうして、アブデュルハミト2世は、オスマン帝国史上初の議会で廃位を決議された皇帝となった。この決議はシェイヒュルイスラームの承認を得た上で実行に移され、後継の皇帝に弟のメフメト・レシャト（メフメト5世）が擁立された。
廃位後はサロニカに幽閉されており、そこでは窓を開けることも許可されず、外部の人との面会や新聞の購読も制限されていた。外部の人と面会することが許されることもあったが、その場合でも復位を防ぐために監視は厳重に行われていた。1912年にバルカン戦争でサロニカを失ったためイスタンブールへ戻ることを許された。イスタンブールではたびたびエンヴェル・パシャと面会することもあり、外交政策について意見交換をした。第一次世界大戦中のガリポリの戦いのさなか、弟のメフメト5世にイスタンブールから避難することを促されたときはこれを断固拒否した。同地で1918年2月10日に77歳で逝去した。

### 死後
7月3日にメフメト5世も崩御した後、弟のメフメト6世が即位したが、1922年にトルコ革命で廃位され、オスマン帝国は実質的に消滅した。同年にカリフとなった従弟のアブデュルメジト2世もまた、1924年にカリフ制の廃止で他のオスマン家一族共々トルコを追放された。
孫のメフメト・オルハン、エルトゥールルはそれぞれオスマン家の家長となり、エルトゥールルは2004年にトルコ共和国のパスポートを取得してトルコへ帰国、オスマン家は半世紀ぶりにトルコ帰国を果たした（ただし、エルトゥールルは1992年に一時的にトルコに戻っている）。

## 対日外交
1887年の小松宮夫妻のイスタンブール訪問に応え、1890年、オスマン帝国海軍エルトゥールル号の司令官オスマン・パシャを特使とする一行が来日し、6月13日に皇帝親書を明治天皇に奉呈し、オスマン帝国最初の親善訪日使節団となった。ただし軍艦に疫病が発生したうえ、帰途には樫野埼灯台付近で遭難し、大きな犠牲が支払われた（エルトゥールル号遭難事件）。